# داني ولز
داني ولز هو ممثل كندي، ولد في 7 أبريل 1941 في كندا، وتوفي في 28 نوفمبر 2013 بتورونتو في كندا.

## أعمال

### مسلسلات
- سوبر ماريو بروس سوبر شو

## وصلات خارجية
- داني ولز على موقع IMDb (الإنجليزية)
- داني ولز على موقع قاعدة بيانات الفيلم (الإنجليزية)